# Téléphérique d'Olesa à Esparreguera
Le téléphérique d'Olesa de Montserrat à Esparreguera, également appelé Aeri d'Olesa-Esparraguera, était un téléphérique qui reliait Olesa de Montserrat à Esparreguera. Construit et géré par Chemins de fer de la généralité de Catalogne, il a été mis en service le 14 octobre 2005 et a été fermé le 1er janvier 2012. 
L'objectif principal du téléphérique était de rapprocher les habitants d'Esparreguera de la gare d'Olesa de Montserrat située sur la ligne Llobregat - Anoia. Il était prévu que 250 000 personnes par an utilisent ce téléphérique, mais ce chiffre n'a jamais été atteint, avec la crise économique du moment, cela a motivé la fermeture définitive. 

## Caractéristiques techniques
La ligne fait 1007 m de longueur pour un dénivelé de 92 m avec une pente maximale de 9,32 %. Les télécabine ont une capacité de 15 passagers par cabine et le trajet dure environ 4 minutes. Le câble transportant le téléphérique a un diamètre de 50,5 mm. La télécabine peut transporter 180 passagers par heure et par sens à une vitesse de 5 m/s. La station basse est située à 115 m d'altitude et la station haute est située à 207 m d'altitude. Il y a 10 pylônes pour tenir le câble et la télécabine fonctionne par traction électrique. La puissance du moteur est de 256 kw et la distance entre les deux câbles est de 5,7 m.

## Gares
- Gare d'Olesa de Montserrat : 41° 32′ 25,59″ N, 1° 53′ 21″ E
- Gare d'Esparreguera : 41° 32′ 01,241″ N, 1° 52′ 44,09″ E

## Démantèlement
En juillet 2017, FGC a annoncé que certaines des cabines du téléphérique seraient utilisées pour la rénovation de la télécabine de la Coma del Clot situé à Núria. Les deux stations du téléphérique, celle d'Olesa et celle d'Esparreguera, seront transférées gratuitement aux conseils municipaux respectifs. 
Bien que FGC ait initialement annoncé que l’infrastructure aérienne resterait en place et bénéficierait de l’entretien nécessaire au cas où il serait décidé de rétablir le service commercial à l'avenir,  en novembre 2018, les piliers ont été supprimés et les câbles transférés aux installations de Núria. 